# Đường tỉnh 254
Đường tỉnh 254 hay tỉnh lộ 254, viết tắt ĐT254 hay TL254, là đường tỉnh ở huyện Phú Lương, Định Hóa, tỉnh Thái Nguyên và các huyện Chợ Đồn, Ba Bể, tỉnh Bắc Kạn, Việt Nam.
Đường tỉnh 254 bắt đầu từ ngã ba Yên Đổ trên Quốc lộ 3, xã Yên Đổ, huyện Phú Lương, tỉnh Thái Nguyên 21°48′15″B 105°41′52″Đ / 21,80417°B 105,69778°Đ.
Đường theo hướng gần bắc qua thị trấn Chợ Chu huyện Định Hóa, tỉnh Thái Nguyên.
Sau đó tới thị trấn Bằng Lũng, huyện Chợ Đồn, qua hồ Ba Bể 22°24′16″B 105°37′2″Đ / 22,40444°B 105,61722°Đ, nối vào Quốc lộ 279 ở ngã ba Nà Niểm, xã Khang Ninh, huyện Ba Bể, tỉnh Bắc Kạn.